# Bryoptera
Bryoptera là một chi bướm đêm thuộc họ Geometridae.